# "...dove gli angeli temono d'avventurarsi"
"...dove gli angeli temono d'avventurarsi" ("...Where Angels Fear to Tread") è un racconto di fantascienza dello scrittore Allen Steele pubblicato nel 1997. L'opera, incentrata sul tema del primo contatto, si è aggiudicata vari riconoscimenti, tra cui il Premio Hugo e il Premio Locus.
In Italia, è stato pubblicato anche col titolo Dove gli angeli temono d'avventurarsi.

## Storia editoriale
Il racconto è stato pubblicato per la prima volta nel 1997 negli USA, sul numero doppio di ottobre/novembre della rivista Asimov's Science Fiction.
L'opera ha vinto nel 1998 il Premio Hugo per il miglior romanzo breve, il Premio Locus per il miglior romanzo breve, nonché l'Asimov's Award e il Science Fiction Chronicle Reader Award.
Il racconto era stato originariamente pensato come secondo capitolo del romanzo Time Loves A Hero, incentrato sui viaggi nel tempo la cui ispirazione Allen ebbe ai tempi del liceo e sviluppato grazie alle lezioni di fisica seguite all'università. La necessità di dover effettuare delle ricerche in Germania per terminare l'opera costrinsero Allen, che non riusciva a organizzare il viaggio, a sospendere la scrittura del romanzo. Ritenendo comunque il secondo capitolo dell'opera un buon lavoro, fu proposto dall'autore alla casa editrice Dell che lo pubblicò nella rivista Asimov's Science Fiction. Successivamente Allen ebbe modo di completare il romanzo nel quale trovò nuovamente posto il racconto ...Where Angels Fear to Tread, opportunamente sviluppato e ampliato nel secondo capitolo; il libro fu pubblicato quindi nel 2001 con il titolo Chronospace e ripubblicato nel 2015 con il titolo originale Time Loves A Hero.
In Italia il racconto è stato pubblicato per la prima volta nell'antologia Strani universi con il titolo "...dove gli angeli temono d'avventurarsi" e ripubblicato l'anno seguente, incluso in una raccolta dedicata alle opere vincitrici del Premio Hugo, con il titolo Dove gli angeli temono d'avventurarsi.

## Trama
(Allen Steele, Dove gli angeli temono d'avventurarsi)
Franc Lu e Lea Oschner vengono dal futuro, precisamente dall'anno 2314. Si sono imbarcati sull'Hindenburg sotto falso nome per scoprire le cause del famoso disastro; infatti è il 6 maggio 1937 e da lì a poco lo Zeppelin sarà distrutto da un incendio. I due viaggiatori del tempo fanno molta attenzione a non compiere azioni che possano modificare la storia tuttavia, giunti alla stazione aeronavale di Lakehurst, la catastrofe attesa avviene con ritardo sufficiente a salvare la vita di tutti i passeggeri e dell'equipaggio, differentemente da quanto invece storicamente successo. Franc e Lea intuiscono di aver avuto un ruolo nel cambiamento degli eventi e, trasferitisi a bordo della "temponave" Oberon, un'astronave capace di viaggiare nel tempo e nello spazio, ricostruiscono gli ultimi avvenimenti. In una delle visite del dirigibile avevano incrociato l'attentatore, Eric Spehl, in procinto di posizionare la bomba che sarebbe dovuta esplodere nel momento esatto dell'attracco. Il fortuito incontro dell'uomo con Lea Oschner aveva fatto sorgere in questi degli scrupoli di coscienza tali da convincerlo a ritardare l'innesco dell'esplosivo di qualche ora.
Vasilli Metz, il comandante della temponave, vuole ripartire immediatamente per il XXIV secolo nonostante Franc e Lea vogliano attendere per comprendere meglio quali cambiamenti nel futuro possa determinare il paradosso temporale. Come temuto da Franc e Lea, durante il ritorno, l'Oberon ha un incidente, finendo in un imprevisto squarcio nello spaziotempo e precipitando verso la Terra. Durante la caduta l'astronave viene intercettata da due caccia intercettori statunitensi e viene centrato da un missile aria-aria. L'astronave riporta vari guasti ma riesce ad ammarare nel Center Hill Lake, nel Tennessee. Nell'incidente uno dei membri dell'equipaggio muore e Franc, in attesa che le avarie vengano risolte, decide di uscire dalla temponave per scoprire l'anno in cui sono finiti, informazione indispensabile per riprogrammare la partenza. l'equipaggio, infatti, ignora di essere precipitato negli Stati Uniti del 1998, in una linea temporale alternativa, dove la NASA non esiste più e la scienza è stata superata in credibilità dalle pseudoscienze.
Zack Murphy è un giovane fisico che ha trovato impiego presso l'ente governativo "Ufficio scienze paranormali". Durante una serata al pub con dei colleghi ha modo di discutere con loro circa la possibilità di viaggiare nel tempo e delle conseguenze di eventuali paradossi temporali. Il giorno dopo, appena sveglio, viene contattato dal direttore dell'Ufficio che gli comunica che un probabile UFO è precipitato nel Tennessee e che le forze armate statunitensi stanno isolando l'area dell'incidente. Zack viene inviato sul luogo con un'altra "esperta" dell'Ufficio scienze paranormali, la sensitiva Meredith Cynthia Luna, con alcuni membri dei servizi segreti e dell'FBI. Giunti sul luogo dell'incidente l'astronave, pur risultando invisibile grazie a una tecnologia avanzata, viene ugualmente rintracciata. Le forze armate iniziano a pianificare l'apertura di un foro nello scafo per introdursi nella nave invisibile, credendola un veicolo extraterrestre, così come affermato dalla sensitiva, mentre Zack si allontana per una passeggiata. Poco lontano dal campo Zack si imbatte in un uomo impegnato in una conversazione a un telefono pubblico e, perplesso, lo ascolta mentre questi chiede al servizio informazioni la data e l'anno in cui si trova. Incuriosito il fisico scambia due parole con l'estraneo che, accortosi solo allora della sua presenza, schivo si dilegua. Zack recupera il resto dal telefono e si accorge che le monete restituite risalgono agli anni trenta e, tornando con la mente alle congetture sui viaggi nel tempo scambiate con i colleghi, corre dietro allo sconosciuto raggiungendolo. Messo alle strette dalle incalzanti domande di Zack, che intuisce che l'uomo possa essere un passeggero del veicolo invisibile e un viaggiatore del tempo, lo colpisce fuggendo, inutilmente strattonato dal fisico. L'uomo non è altri che Franc, e riesce a risalire sulla temponave con le informazioni necessarie a riprogrammare la partenza. I viaggiatori intuiscono che il cambiamento degli eventi, avvenuto a causa loro nel 1937, può aver modificato il futuro ma ripartono ugualmente verso il XXIV secolo incerti di ritrovarlo così come lo avevano lasciato.
Zack si riprende dall'aggressione e torna al campo dove apprende del decollo dell'"UFO". La sua ipotesi circa la provenienza dell'astronave è confermata da un foglio di carta strappato dalla tasca del misterioso uomo durante la colluttazione: la lista passeggeri originale dell'Hindemburg.

## Personaggi
Zack MurphySposato con un figlio. È laureato in fisica. Lavora nell'Ufficio scienze paranormali, un'agenzia governativa statunitense. Viene inviato a Center Hill Lake per indagare sul naufragio di un presunto UFO.
Harry CumiskiUn collega di Zack all'Ufficio scienze paranormali.
Kent MorrisUn altro collega di Zack dell'Ufficio scienze paranormali.
Roger OrdmannIl Direttore dell'Ufficio scienze paranormali.
Franc LuViaggiatore del tempo proveniente dal ventiquattresimo secolo. Si è imbarcato sul dirigibile Hindenburg per documentarne il disastro e scoprirne la causa.
Lea OschnerAnche lei una viaggiatrice del tempo, imbarcatasi sull'Hindenburg con Franc Lu.
Vasilli MetzIl comandante della "temponave" Oberon, un'astronave con la capacità di viaggiare nel tempo e nello spazio.
Tom HoffmanUn viaggiatore del tempo con il compito di esfiltrare Franc Lu e Lea Oschner subito dopo il disastro dell'Hindenburg, portandoli in salvo a bordo dell'Oberon. Morirà subito dopo la partenza della temponave a causa di un incidente.
Eric SpehlL'attentatore dell'Hindenburg: decide di posticipare l'orario di scoppio della bomba da lui posizionata a bordo del dirigibile dopo aver incontrato Lea, salvando così tutti i passeggeri. Il cambiamento degli eventi fa naufragare i viaggiatori del tempo in un futuro alternativo.
Baird OgilvyColonnello dei servizi segreti dell'esercito statunitense. Comanda l'operazione di indagine sull'UFO caduto nel Center Hill Lake.
Ray SanchezAgente dell'FBI, ufficiale di collegamento con la polizia locale di Center Hill Lake.
Scott CrawfordTenente dei servizi segreti dell'US Army.
Meredith Cynthia LunaLa sensitiva incaricata di indagare sul naufragio dell'UFO insieme con Zack Murphy. Lavora per il Reparto percezioni extrasensoriali dell'Ufficio scienze paranormali.

## Edizioni
- (EN) Allen Steele, ...Where Angels Fear to Tread, in Asimov's Science Fiction, vol. 21, n.10/11, Dell Magazines, ottobre/novembre 1997.
- Allen Steele, "...dove gli angeli temono d'avventurarsi", in Piergiorgio Nicolazzini (a cura di), Strani universi, traduzione di Vittorio Curtoni, Cosmo n.292, Milano, Nord, 1998, ISBN 884291035X.
- Allen Steele, Dove gli angeli temono d'avventurarsi, in Piergiorgio Nicolazzini (a cura di), I Premi Hugo 1995-1998, traduzione di Vittorio Curtoni, Grandi Opere Nord n.33, Milano, Nord, 1999, ISBN 8842911178.